# Сергеев, Виктор Анатольевич
Виктор Анатольевич Сергеев (3 апреля 1938, Ленинград, РСФСР, СССР — 19 ноября 2006, Москва, Россия) — советский и российский кинорежиссёр, продюсер, директор киностудии «Ленфильм» (1997–2002). Заслуженный деятель искусств Российской Федерации (1997).

## Биография
Виктор Сергеев в учился на факультете журналистики Ленинградского университета (1957—1960). С 1960 по 1964 год работал помощником режиссёра, ассистентом режиссёра на киностудии «Беларусьфильм».
С 1964 года работал на киностудии «Ленфильм» – помощник режиссёра, второй режиссёр, режиссёр.
В 1972 году окончил режиссёрский факультет Ленинградского института культуры имени Н. К. Крупской. 
В 1997–2002 годах — директор киностудии «Ленфильм».
В 1997 году был удостоен звания Заслуженного деятеля искусств Российской Федерации. 
Помимо постановки фильмов, был продюсером некоторых картин, таких как «Молох» Александра Сокурова.
Снялся в нескольких фильмах.
Скончался в больнице в Москве от лейкемии. Похоронен 22 ноября 2006 года на кладбище в посёлке Комарово под Санкт-Петербургом.

## Семья
Был отчимом актёра Никиты Михайловского (стал вторым мужем матери Никиты Алевтины Ивановны). После её смерти женился во второй раз — на художнице по костюмам киностудии «Ленфильм» Ирине Каверзиной. Она оформила ряд его киноработ.

## Фильмография

### Режиссёр
- 1983 — Жизнь Берлиоза (второй режиссёр, дебют)
- 1988 — Клад
- 1990 — Палач
- 1991 — Гений
- 1992 — Странные мужчины Семёновой Екатерины
- 1993 — Грех. История страсти
- 1994 — Любовь, предвестие печали…
- 1997 — Шизофрения
- 1999 — 2000 — Убойная сила (В титрах Виктор Невский, серия «Силовая защита», «Оперативное вмешательство»)
- 2001 — Бандитский Петербург. Фильм 3. Крах Антибиотика
- 2004 — Небо и земля
- 2005 — Новые приключения Ниро Вульфа и Арчи Гудвина
- 2005 — Призвание (Россия, Беларусь)

## Актёр
- 1984 — Прохиндиада, или Бег на месте — милиционер
- 1985 — Грядущему веку — итальянский телеведущий[5]
- 1990 — Палач — водитель, подвозивший Ольгу
- 1991 — Гений — мужчина у одесского таксофона (нет в титрах)
- 1997 — Шизофрения — гость в Доме кино
- 2003 — Особенности национальной политики — Виктор Сергеевич (роль озвучил Виктор Костецкий)
- 2003 — Линии судьбы — Астанин (в титрах Виталий Сергеев)
- 2004 — Небо и земля — эпизод
- 2005 — Призвание — режиссёр